# فرنکلین پارک (ایلینوی)
فرنکلین پارک (به انگلیسی: Franklin Park) یک روستا در ایالات متحده آمریکا است که در شهرستان کوک (ایلینوی) واقع شده‌است. فرنکلین پارک ۱۲٫۳۵ کیلومتر مربع مساحت و ۱۸٬۳۳۳ نفر جمعیت دارد.